# Friedrich Heinrich Köhne
Friedrich Heinrich „Fritz“ Köhne (* 27. Juni 1879 in Lesum; † 7. August 1956 in Hamburg) war ein deutscher Pädagoge und Schulreformator.

## Leben
Nachdem er 1899 seine Lehrerprüfung abgelegt hatte, bekam er eine Stelle als Schulverwalter in der Burgdammer Volksschule. Ein Jahr später trat er seine erste Lehrerstelle im Dorf Grohn an. 1904 bewarb er sich um eine Stelle in Hamburg und wurde Lehrer an der Mädchenschule in der Schanzenstraße. Im Ersten Weltkrieg wurde er Sanitäter, wurde aber wegen eines Herzfehlers bald ausgemustert. 1915 gründete er mit seinem Freund Heinrich Behnken das Eimsbütteler Volksheim im Stellinger Weg. Das Volksheim war gedacht als Reform der damals noch starren Unterrichtsformen durch die Einbindung der Künstlerischen Erziehung.
Köhne war ein Schulreformer. Die Schule sollte nach Vorstellung von Fritz Köhne der Kulturmittelpunkt sein. Der Lehrer soll nicht nur Wissensvermittler, sondern auch Seelsorger sein. Die Einbindung der Eltern sollte durch Elternabende verstärkt werden. 1921 wurde er Lehrer und Schulleiter an der Versuchsschule Telemannstraße in der erstmals neue Unterrichtsformen ausprobiert werden sollten. 1922–1927 war er Schriftleiter der Hamburger Lehrerzeitung. 1927 wurde er Schulrat für die Schulen in Hamm, Horn, Veddel und Billwärder Ausschlag.
Zum 1. Mai 1937 trat er in die NSDAP ein (Mitgliedsnummer 3.986.752). Nach eigenen Angaben war er dazu gezwungen, da er sonst seinen Beruf aufgeben musste. Als Schulrat war er Fürsprecher für viele Lehrer, die Probleme mit den Machthabern hatten. 1940 wurde er Stellvertretender Oberschulrat für das Volks- und Mittelschulwesen in Groß-Hamburg. 1944 wurde er Oberschulrat für das Volksschulwesen.

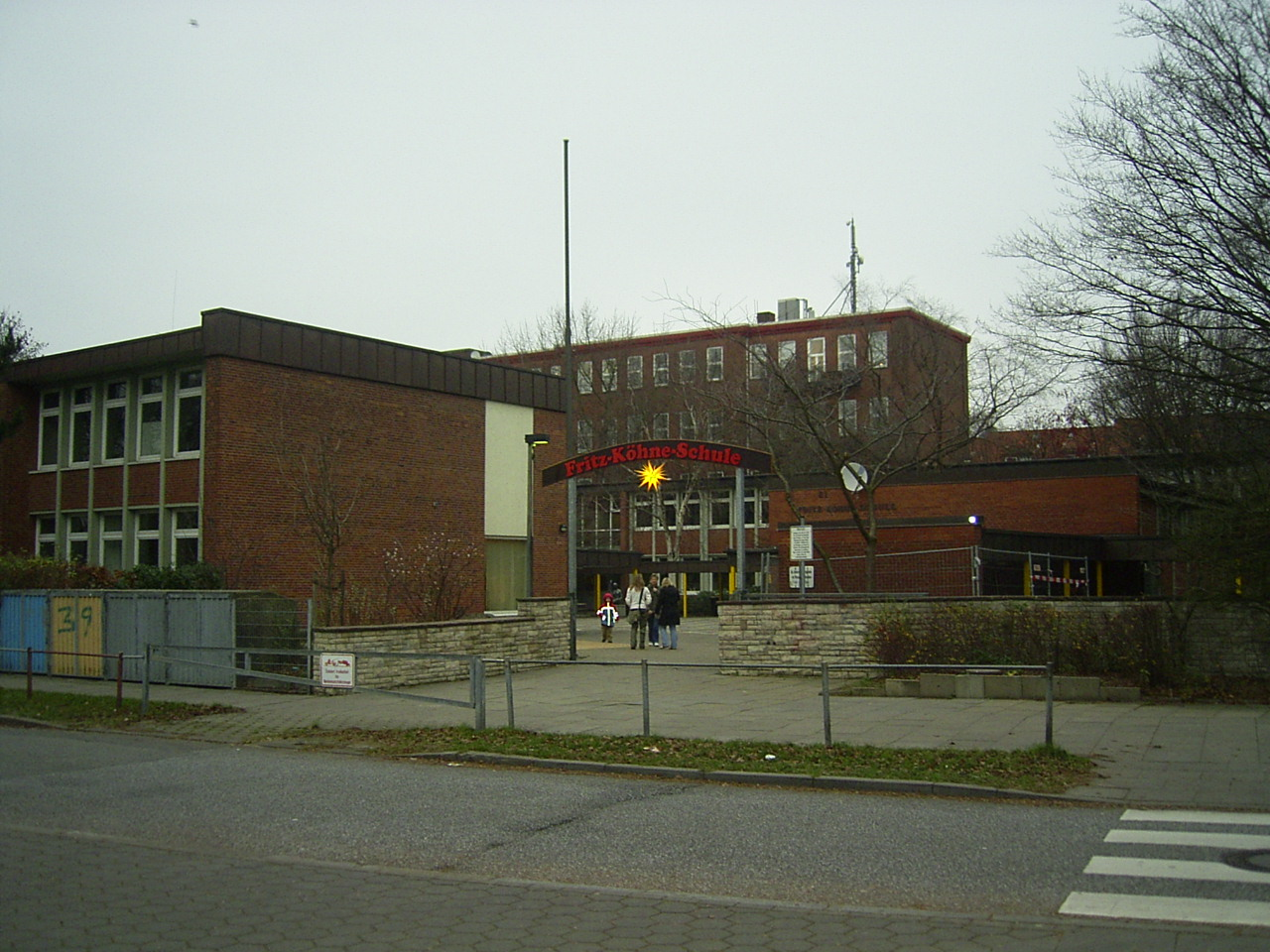
Fritz-Köhne-Schule

Nach dem Zweiten Weltkrieg wurde er 1945 von der britischen Besatzungsmacht als Schulsenator vorgeschlagen, lehnte aber das Amt ab. Als er 1949, mit 70 Jahren, in den Ruhestand trat, wurden vom Hamburger Senator Heinrich Landahl seine Verdienste gewürdigt.

## Würdigungen
Am 13. September 1962 verlieh der Schulsenator Wilhelm Drexelius in Würdigung der Verdienste von Köhne der Schule in der Marckmannstraße den Namen Fritz-Köhne-Schule. Eine Nebenstraße der Marckmannstraße wurde in Köhnestraße benannt.